# Pěvuška
Pěvuška (Prunella) je rod středně velkých zpěvných ptáků, jediný rod čeledi pěvuškovití (Prunellidae). Pěvušky jsou endemickou čeledí Palearktidy, většina z třinácti druhů obývá horské oblasti Evropy a Asie. V Česku hnízdí dva druhy – pěvuška modrá (Prunella modularis) a pěvuška podhorní (Prunella collaris).

## Druhy
Do rodu (a čeledi) je řazeno celkem 13 druhů pěvušek:
- Prunella collaris, pěvuška podhorní
- Prunella himalayana, pěvuška himálajská
- Prunella rubeculoides, pěvuška oranžovoprsá (= p. rudoprsá)
- Prunella strophiata, pěvuška rezavoprsá
- Prunella montanella, pěvuška sibiřská (= p. horská)
- Prunella fulvescens, pěvuška hnědavá
- Prunella ocularis, pěvuška skalní
- Prunella atrogularis, pěvuška černohrdlá
- Prunella koslowi, pěvuška mongolská
- Prunella modularis, pěvuška modrá
- Prunella rubida, pěvuška japonská
- Prunella immaculata, pěvuška lesní
- Prunella fagani, pěvuška jemenská